# Peršaja Liha 2006
La Peršaja Liha 2006 è stata la 16ª edizione della seconda serie del campionato bielorusso di calcio. La stagione è iniziata il 22 aprile 2006 ed è terminata il 28 ottobre successivo.

## Stagione

### Novità
Al termine della passata stagione, sono salite in massima serie Belšyna e Ljakamatyŭ Vicebsk. Sono retrocesse in Druhaja liha Orša e Dnjapro-DJuSŠ-1.
Dalla Vyšėjšaja Liha 2005 sono retrocesse Zorka-BDU Minsk e Slavija Mazyr. Dalla Druhaja liha sono salite Tarpeda-SKA Minsk e Pinsk-900.
Lo Slavija Mazyr si è fuso con lo ZLiN Homel' prima dell'inizio del campionato, dando vita al Mazyr-ZLiN. La nuova compagine, continua la tradizione sportiva della formazione della città di Mazyr.
Lo Smena Minsk si è sciolto e ha lasciato il suo posto a una nuova società denominata Minsk. La Tarpeda-SKA Minsk si è sciolta anch'essa prima dell'inizio del campionato e parte delle sue infrastrutture sono state acquisite dalla neonata società.
La Tarpeda-Kadzina Mahilëŭ si è sciolta al termine della passata stagione ed è stata rimpiazzata dal Polack.
Le seguenti squadre hanno cambiato denominazione:
- Il Hranit Mikašėvičy è diventato Mikašėvičy
- Il Pinsk-900 è diventato Chvalja Pinsk

### Formula
Le quattordici squadre si affrontano due volte, per un totale di ventisei giornate.
Le prime due classificate, vengono promosse in Vyšėjšaja Liha 2007. Le ultime due, invece, retrocedono in Druhaja liha.

## Classifica finale
|  | Pos. | Squadra            | Pt | G  | V  | N  | P  | GF | GS | DR  |
|  | ---- | ------------------ | -- | -- | -- | -- | -- | -- | -- | --- |
|  | 1.   | Minsk              | 56 | 26 | 17 | 5  | 4  | 44 | 13 | +31 |
|  | 2.   | Smarhon'           | 55 | 26 | 16 | 7  | 3  | 57 | 27 | +30 |
|  | 3.   | Chimik Svetlahorsk | 49 | 26 | 14 | 7  | 5  | 48 | 30 | +18 |
|  | 4.   | Mazyr-ZLiN         | 43 | 26 | 11 | 10 | 5  | 44 | 24 | +20 |
|  | 5.   | Mikašėvičy         | 40 | 26 | 12 | 4  | 10 | 38 | 33 | +5  |
|  | 6.   | Polack             | 37 | 26 | 11 | 4  | 11 | 36 | 41 | -5  |
|  | 7.   | Vedryč-97 Rėčyca   | 36 | 26 | 10 | 6  | 10 | 31 | 32 | -1  |
|  | 8.   | Chvalja Pinsk      | 34 | 26 | 10 | 4  | 12 | 47 | 48 | -1  |
|  | 9.   | Veras Njasviž      | 32 | 26 | 9  | 5  | 12 | 27 | 33 | -6  |
|  | 10.  | Baranavičy         | 32 | 26 | 8  | 8  | 10 | 27 | 42 | -15 |
|  | 11.  | Kamunal'nik Slonim | 26 | 26 | 7  | 5  | 14 | 32 | 44 | -12 |
|  | 12.  | Zorka-BDU Minsk    | 25 | 26 | 5  | 10 | 11 | 32 | 39 | -7  |
|  | 13.  | Lida               | 23 | 26 | 6  | 5  | 15 | 24 | 45 | -22 |
|  | 15.  | Bjaroza            | 15 | 26 | 3  | 6  | 17 | 23 | 58 | -35 |

Legenda:
      Promossa in Vyšėjšaja Liha 2007.
      Retrocessa nelle Druhaja Liha 2007
Note:
Tre punti a vittoria, uno a pareggio, zero a sconfitta.